# Pallavolo Donoratico 2009-2010
Questa voce raccoglie le informazioni riguardanti la Pallavolo Donoratico nelle competizioni ufficiali della stagione 2009-2010.

## Organigramma societario
Area direttiva
- Presidente: Daniele Gozzoli

Area tecnica
- Allenatore: Alessandro Menicucci
- Allenatore in seconda: Stefano Zangheri
- Scout man: Stefano Zangheri

Area sanitaria
- Medico: Fabrizio Rossi
- Fisioterapista: Simone Donati
- Preparatore atletico: Livio Mattanini

## Rosa
| N° | Nome                     | Ruolo | Data di nascita  | Nazionalità sportiva |
| -- | ------------------------ | ----- | ---------------- | -------------------- |
| 1  | Elena García             | S     | 12 agosto 1979   | Spagna               |
| 2  | Anicia Wood              | C     | 25 luglio 1985   | Barbados             |
| 3  | Ombretta Nannini         | S     | 11 dicembre 1973 | Italia               |
| 4  | Giulia Pasquadibisceglie | S     | 13 novembre 1991 | Italia               |
| 5  | Giulia Fidanzi           | S     | 15 febbraio 1988 | Italia               |
| 6  | Valeria Diomede          | C     | 8 maggio 1980    | Italia               |
| 8  | Sara Cruschelli          | L     | 15 dicembre 1979 | Italia               |
| 9  | Liana Filippi            | S     | 10 maggio 1976   | Italia               |
| 10 | Cinzia Callegaro         | P     | 2 luglio 1975    | Italia               |
| 11 | Vania Beccaria           | S     | 24 luglio 1973   | Italia               |
| 12 | Emma Zanolla             | S     | 21 gennaio 1982  | Italia               |
| 13 | Ludovica Guidi           | C     | 17 dicembre 1992 | Italia               |
| 15 | Giorgia Luzzi            | P     | 16 febbraio 1989 | Italia               |